# Castello di Portland

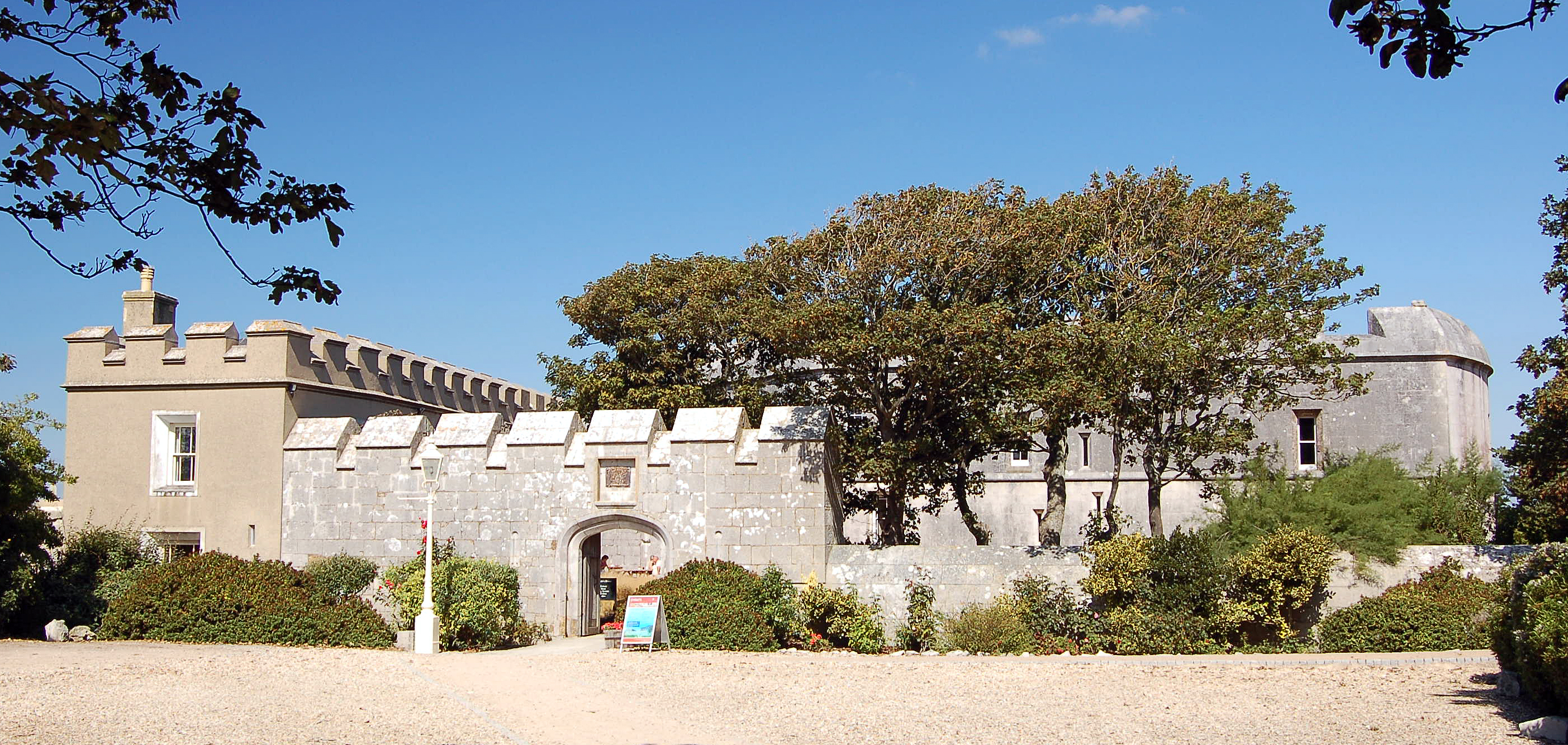
Ingresso del castello

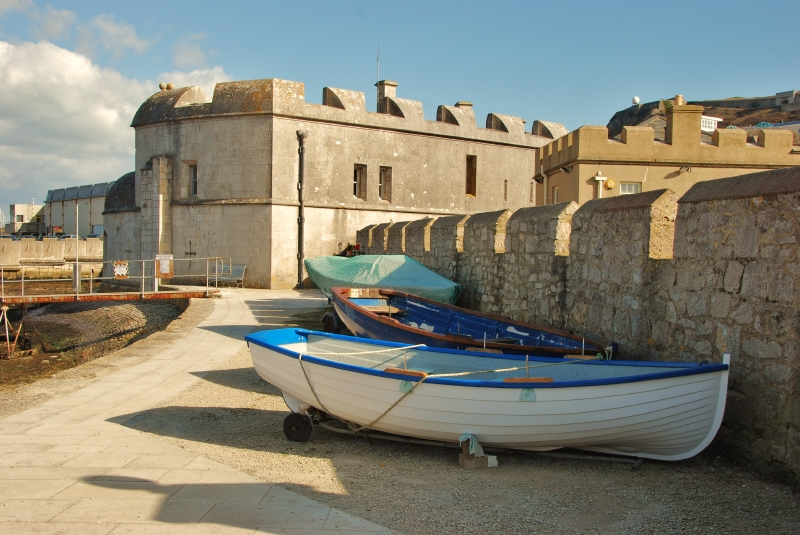
Mura del castello

Il castello di Portland (in inglese: Portland Castle) è una fortezza del villaggio inglese di Castletown, nell'isola di Portland (Isle of Portland), nella contea del Dorset (Inghilterra sud-occidentale), costruita tra il 1539 e il 1541 per volere di Enrico VIII.
Il castello è gestito dall'English Heritage ed è uno dei tre edifici dell'isola di Portland ad essere classificato di primo grado.

## Storia
Il castello di Portland fu, insieme al vicino Sandsfoot Castle (che si erge sulla sponda opposta), una delle due fortezze costiere della zona volute da Enrico VIII per proteggere la costa inglese da possibili invasioni da parte di Francesi e Spagnoli. Il castello sorse in una posizione strategica all'interno di una laguna tidale nota come The Mere.
La costruzione del castello di Portland iniziò nell'estate del 1539 e terminò nella primavera del 1541. I costi per la realizzazione della struttura ammontarono a 5000 sterline.
Il castello fu inizialmente dotato di quattro cannoni e il primo comandante del castello fu il capitano Thomas Ervin, assieme al quale erano operativi altri due uomini. Soltanto pochi anni dopo, furono però operativi nel castello di Portland tredici uomini.
Durante il regno di Enrico VIII e di Elisabetta, il castello non ebbe alcun coinvolgimento nelle guerre che videro coinvolte l'Inghilterra.
Nel corso della guerra civile inglese, il castello di Portland fu dapprima conquistato dai parlamentaristi e poi dai realisti nel 1643. Fu però successivamente circondato dai parlamentaristi nell'aprile del 1646 con l'approssimarsi della sconfitta dei realisti.
In seguito, il castello di Portland fu dotato di armi durante le guerre napoleoniche. Al termine delle guerre napoleoniche, fu quindi adibito a residenza privata.
Successivamente, nel 1869, il castello venne requisito dall'Ufficio di Guerra che se ne servì per funzioni amministrative.
Nel corso della prima guerra mondiale, il castello fu utilizzato come base per gli aerei della marina, mentre nel corso della seconda guerra mondiale, servì da base per varie operazioni militari, come lo sbarco in Normandia.
Nel 1952, il castello venne aperto al pubblico e nel maggio 1993 venne classificato come castello di primo grado. Nel 2007, il numero di visitatori ammontava a 25000 unità.
Nel 2012, di fronte al castello di Portland si svolsero le gare di vela delle Olimpiadi di Londra. Due anni dopo, l'edificio ottenne il certificato di eccellenza dal sito TripAdvisor.

## Architettura
Il castello di Portland si erge di fronte al porto di Portland e al porto di Weymouth.
L'edificio è una fortezza circolare in stile Tudor costruita in pietra bianca di Portland.
Tra le principali sale del castello, figurano la Great Hall, dove si trova un quadro di Enrico VIII, la cucina in stile Tudor e la Gun Room, che ospita cannoni del XVIII e XIX secolo.